# Prospect (urbanisme)
Pour les articles homonymes, voir Prospect.
 (septembre 2024).
Si vous disposez d'ouvrages ou d'articles de référence ou si vous connaissez des sites web de qualité traitant du thème abordé ici, merci de compléter l'article en donnant les références utiles à sa vérifiabilité et en les liant à la section « Notes et références ».
Un prospect est une règle d'urbanisme organisant les volumes dans la ville.
Se fondant essentiellement sur des considérations comme les ouvertures visuelles ou les apports de lumière dans la rue, le prospect dimensionne en premier lieu l'écart entre les bâtiments et leurs hauteurs.
Le prospect a un effet majeur sur la morphologie urbaine. Par exemple, au Moyen Âge, la législation sur l’empiétement des maisons privées sur la rue (au niveau rez-de-chaussée) a incité les particuliers à construire des éléments en porte-à-faux, d'où l'apparition des maisons à encorbellement.
Les travaux de prospect se sont généralisés au début du vingtième siècle avec les travaux de l'école de Chicago et ont mené à l'émergence de formes particulières dans les édifices[Lesquelles ?]. 
Le prospect fait maintenant partie intégrante de la législation urbanistique.